# Hildegarda iz Bingna
Hildegarda iz Bingna, nemška opatinja, meniška voditeljica, mistikinja, pisateljica in ljubiteljska skladateljica, * 16. september 1098, Bermsheim, Nemčija, † 17. september 1179, Bingen, Nemčija. 
Je ena prvih znanih skladateljic v zgodovini zahodne glasbene tradicije. Njeno življenje je bilo polno mističnih izkustev, npr. videnj. Hodila je po Evropi in predavala, kar je bilo za tiste čase nenavadno. Napisala je tudi znanstveno enciklopedijo. Hildegarda iz Bingna je brez dvoma ena najvidnejših osebnosti srednjega veka; v njenih delih se zrcali posebno videnje sveta, saj je Bog druga beseda za življenje. Ta svetnica je bila nadpovprečno izobražena tudi v teologiji, medicini, botaniki, astronomiji, mineralogiji, jezikoslovju in glasbi. Njena knjiga Materia Medica je vir podatkov o srednjeveški medicini in hkrati prvi srednjeveški zdravniški zapis. Kot pesnica se je Hildegarda iz Bingna uvrstila prav v vrh srednjeveškega pesništva. Znane so njene hvalnice in misteriji. Čeprav se je komponiranja lotevala ljubiteljsko, kot skladateljica spada med vidnejše avtorje srednjega veka. Njene antifone so shranjene v različnih srednjeveških zbirkah.

## Življenje
Rodila se je kot deseti otrok v plemiški družini Bermsheimskih, očetu Hildebertu in mami Mechildi. Pri osmih je skupaj z družinsko sorodnico Jutto Spanheimsko odšla v benediktinski samostan Disibodenberg. Pri 32. letu je postala opatinja.
Po zdravstvenih težavah je pričela pri 43. letu pisati knjigo Spoznavaj pot (Scivias), v kateri opisuje svoje vizionarske zamisli. Zgradila je samostan Rupertsberg v letu 1147, ki je postal romarsko in kulturno svetišče, kmalu po odločitvi takratnega papeža Evgena III. v letu 1148, da so Hildegardina videnja prava. 
Od leta 1150 – 1158 je pisala knjigo o naravnem zdravilstvu. Pri 60. je šla na misijonarska potovanja po ozemlju takratnega Svetega rimskega cesarstva. Sočasno je dala zgraditi tudi nov samostan Eibingen. Pri 73. letih se je vrnila v samostan in pri 81. letu umrla.
Leta 1583 je bila priznana za svetnico in je kot taka zaščitnica zeliščnih in dišavnih vrtičkov. Goduje 17. septembra.

## Lingua ignota
Hildegarda je v svojem delu Litterae ignotae ustvarila skrivni jezik, imenovan lingua ignota. Ta jezik je edinstven v tem, da je vseh skupno okrog 1000 na novo ustvarjenih besed samostalnik. Za potrebe svojega jezika je izumila tudi svojo abecedo.

## Filmske upodobitve
- Vision - Aus dem Leben der Hildegard von Bingen (2009)
- Hildegard of Bingen (1994)
- Barbarossa (2009)